# Ivan Jablonka
Ivan Jablonka es un historiador y escritor francés, profesor de historia en la Universidad Sorbona Paris Norte.

## Biografía
Nacido el 23 de octubre de 1973 en París, exalumno de la Escuela Normal Superior, Ivan Jablonka es profesor de historia contemporánea en la Universidad Sorbona Paris Norte, director editorial de la colección “La República de las Ideas” (Seuil (editorial)) y uno de los editores de la revista en línea La Vie des Idées.
Sus trabajos versan sobre diversas temáticas como los niños abandonados, el estado de bienestar, la violencia de género, la masculinidad y las nuevas formas de escritura histórica.

## Obras
En Historia de los abuelos que no tuve (Libros del Zorzal, 2015; Editorial Anagrama, 2022), documentó el destino de sus abuelos, judíos polacos refugiados en la Francia ocupada, y finalmente asesinados en Auschwitz en 1943, “para que la verdad de los datos pueda hacernos ciudadanos”. En La Vanguardia, el periodista Jordi Amat habló de una “obra maestra. Es uno de los libros más conmovedores que he leído y su impacto me acompañará para siempre”.
Su libro La historia es una literatura contemporánea ofrece perspectivas sobre la escritura de la historia y la relación entre la literatura y las ciencias sociales. Jablonka demuestra que la historia, como en general las ciencias sociales, necesita transformar su escritura. Sin proponerse en ningún momento difuminar la frontera entre ambas prácticas, el autor se pronuncia “por una historia que se beneficie de los recursos de la literatura, creando un nuevo género” y muestra que se puede concebir textos que sean a la vez literatura y ciencias sociales. Por eso “esta literatura podía actuar como la mejor herramienta de la disciplina histórica”.
Poniendo en práctica esta teoría, recibió el Premio Médicis en 2016 por Laetitia o el fin de los hombres (Editorial Anagrama), una investigación histórica y sociológica que cuenta la historia de una joven llena de sueños y entusiasmo, brutalmente vejada y asesinada a los 18 años. En La Nación, el periodista Pedro B. Rey escribió que el lector “puede poner en espejo alguno de los muchos crímenes de mujeres jóvenes ocurridos entre nosotros”.
Con En camping-car, publicó un libro socio-histórico sobre su infancia, no solo describiendo “un mundo que ha dejado de existir, sino que también reflexiona sobre cuestiones de alcance universal”.
Su obra Hombres justos. Del patriarcado a las nuevas masculinidades, vuelve a imaginar las culturas y normas que conforman las ideas del "yo masculino". Recordando que, desde la infancia, se sintió incómodo con “el modelo de virilidad obligatorio”, ofrece una reflexión sobre las masculinidades antiguas y modernas, la igualdad de género y propone “refundar la virilidad para hacerla compatible con la igualdad de género”. También declaró que “todos crecemos en una sociedad globalmente patriarcal, estamos colectivamente intoxicados".

## Recepción de su obra
Jablonka ha impartido conferencias en todo el mundo, especialmente en la Universidad de Ginebra y la Universidad de Lausana en Suiza, en la Universidad Libre de Berlín en Alemania, en la Universidad Nacional de General San Martín en Argentina, en la Universidad de Nanzan en Japón y, en EE.UU, en la Universidad de Yale, en la Universidad de Boston, en la Universidad de Berkeley, en la Universidad de Stanford y en Texas A&M.
Fue profesor visitante en la Universidad de Nueva York en 2020.
Sus libros han sido traducidos a quince idiomas.

## Premios
- Por Historia de los abuelos que no tuve :
  - Premio del Senado de Francia para libros de historia[20]
  - Premio Guizot de la Académie Française[21]
  - Premio Augustin-Thierry en Rendez-vous de l'Histoire[22]

- Por Laëtitia o el fin de los hombres :
  - Premio literario del periódico Le Monde[23]
  - Premio Médicis a la Novela Francesa[24]

- Por En camping car :
  - Premio France Télévisions al mejor ensayo[25]

## Obras en francés
- Jablonka, Ivan (2004). Les Vérités inavouables de Jean Genet. Paris: Seuil. ISBN 9782020679404. OCLC 56682134.
- Jablonka, Ivan (2006). Ni père ni mère. Histoire des enfants de l'Assistance publique, 1874-1939. Paris: Seuil. ISBN 9782020839310. OCLC 469857881.
- Jablonka, Ivan (2007). Enfants en exil : transfert de pupilles réunionnais en métropole, 1963-1982. Paris: Seuil. ISBN 9782020932295. OCLC 470860322.
- Bantigny, Ludivine; Jablonka, Ivan, eds. (2009). Jeunesse oblige : histoire des jeunes en France, XIXe-XXIe siècle. Paris: Presses Universitaires de France. ISBN 9782130566922. OCLC 298926343.
- Jablonka, Ivan (2010). Les Enfants de la République : l'intégration des jeunes de 1789 à nos jours. Paris: Seuil. ISBN 9782020908177. OCLC 652449834.
- Jablonka, Ivan (2013). Nouvelles perspectives sur la Shoah. Paris: Presses Universitaires de France. ISBN 9782130619277. OCLC 835412430.
- Jablonka, Ivan (2014). L'Enfant-Shoah. Paris: Presses Universitaires de France. ISBN 9782130592280.
- Jablonka, Ivan (2015). Le Corps des autres. Paris: Seuil. ISBN 9782370210340. OCLC 909307833.
- Jablonka, Ivan (2021). Un garçon comme vous et moi. Paris: Seuil. ISBN 9782021470079.

## Obras en español
- Jablonka, Ivan (2003). “La Evolución de la historiografía de la educación en los Estados Unidos”, América a Debate. Revista de Ciencias Históricas y Sociales, n. 3, páginas 93-140.
- Jablonka, Ivan (2016). La historia es una literatura contemporánea. Manifiesto por las ciencias sociales, Fondo de Cultura Económica, traductor Horacio Pons, ISBN: 9789877191141
- Jablonka, Ivan (2017). Laëtitia o el fin de los hombres, Editorial Anagrama, Libros del Zorzal, traductor Agustina Blanco, ISBN: 9788433979940
- Jablonka, Ivan, y Annette Wieviorka (2017). Nuevas perspectivas sobre la Shoá, Bernal, Universidad Nacional de Quilmes, ISBN : 9789875584587
- Jablonka, Ivan (2019). En camping-car, Anagrama/El Zorzal, traductor Agustina Blanco, ISBN: 9788433980311
- Jablonka, Ivan (2020). Hombres justos. Del patriarcado a las nuevas masculinidades, Anagrama/El Zorzal, traductor Agustina Blanco, ISBN: 9788433964625
- Jablonka, Ivan (2021). "Historia y Cómics: una perspectiva francesa”, Cuadernos de Historia Contemporánea, vol. 43.
- Jablonka, Ivan (2022). Historia de los abuelos que no tuve, Anagrama/El Zorzal, traductor Agustina Blanco. ISBN: 9788433981134